# プレセニリン
プレセニリン（英: presenilin）は複数回膜貫通タンパク質のファミリーであり、γ-セクレターゼ膜内切断プロテアーゼ複合体の触媒サブユニットを構成する。Peter St George-Hyslopによって、早発性の家族性アルツハイマー病を引き起こす変異のスクリーニングから初めて同定された。脊椎動物には、プレセニリン1（PS-1）をコードするPSEN1（ヒトでは14番染色体に位置する）とプレセニリン2（PS-2）をコードするPSEN2（ヒトでは1番染色体に位置する）という2つのプレセニリン遺伝子が存在している。どちらの遺伝子も種間で保存されており、ラットとヒトのプレセニリンの間にはわずかな差異しか見られない。線虫Caenorhabditis elegansにもプレセニリンに似た2つの遺伝子、sel-12とhop-1が存在し、機能的にも類似しているようである。
プレセニリンは細胞質側ループのうちの1つに存在するαヘリックス領域で切断され、その結果大きなN末端フラグメントと小さなC末端フラグメントが生じる。これらはともに機能的なタンパク質の一部を形成する。プレセニリン1のエクソン9の欠失変異は切断を防ぎ、それによってタンパク質の機能は失われる。プレセニリンは、シナプス前細胞の神経伝達物質の放出と長期増強の誘導に関与する、細胞内のカルシウムイオン濃度の調節に重要な役割を果たす。

## 構造
プレセニリン1の構造については長く議論があった。遺伝子が最初に発見されたときに疎水性分析が行われ、タンパク質に10個の膜貫通領域が存在することが予測された。最初の6つの膜貫通領域が膜を貫通していることについては同意が得られていた。これらの領域はPS-1のN末端フラグメントに対応しているが、C末端フラグメントの構造については論争が存在した。Spasicらによる論文によって、細胞膜への挿入に先立って、9つの膜貫通領域を持つ構造の切断とγ-セクレターゼへの組み立てが起こるという強力な証拠が得られた。プレセニリン-1のC末端フラグメントの構造は溶液NMRによって決定され、αヘリックスからなり、176アミノ酸で構成されていることが示された。2016年にはγ-セクレターゼの原子分解能の構造がクライオ電子顕微鏡によって解明され、プレセニリン1が9つの膜貫通領域を持つことが示された。

## 機能
アルツハイマー病の大部分では遺伝性ではない。しかし、一部の症例は早発性で、強い遺伝的要素を含んでいる。常染色体優性遺伝型のアルツハイマー病患者では、プレセニリンタンパク質（PSEN1、PSEN2）またはアミロイド前駆体タンパク質（APP）に変異が存在している場合があり、その大部分ではプレセニリンの遺伝子に変異が生じている。アルツハイマー病の病態の重要な部分をなすのは、アミロイドβ（Aβ）の蓄積である。Aβが形成されるには、APPはβ-セクレターゼとγ-セクレターゼの2つの酵素による切断を受ける必要がある。プレセニリンはγ-セクレターゼの構成要素であり、APPの切断を担う。
γ-セクレターゼは、APPタンパク質の小さな領域内のいくつかの箇所で切断を行う。そのため、形成されるAβにはさまざまな長さのものが存在する。アルツハイマー病と関係しているAβは40アミノ酸と42アミノ酸の長さのものである。Aβ42はAβ40よりも凝集しやすく、脳内でアミロイド斑を形成しやすい。プレセニリンの変異は産生されるAβの総量には影響を与えないが、Aβ40に対するAβ42の産生量を増加させる。この変化は、γ-セクレターゼに対して変異が与えるさまざまな影響の結果である。プレセニリンは、発生に重要なタンパク質であるNotchのプロセシングにも関与することが示唆されている。プレセニリン1の遺伝子をノックアウトしたマウスは発生異常によって発生初期に死亡し、Notchが破壊された場合と類似している。
プレセニリンの遺伝子は、1995年に家族性アルツハイマーの症例で見られる変異を用いた連鎖研究によって発見された。
海馬のシナプスでのプレセニリンの遺伝的不活性化実験によって、シナプス後ではなくシナプス前でのプレセニリンの不活性化がθ波によって引き起こされる長期増強に対して選択的な影響を与え、さらに短期シナプス可塑性とシナプス促通も損なわれることが示された。シナプス前終末では細胞内のカルシウムイオンの放出の調節過程の変化によって、グルタミン酸の放出が減少している。これらのことは、シナプス前での神経伝達物質の放出の欠陥が神経変性へとつながる一般的機構である可能性を示唆している。